# 深海青眼魚属
深海青眼鱼属為輻鰭魚綱仙女魚目青眼魚亞目爐眼魚科的一属。

## 下属物种
- 盲深海青眼魚(Bathytyphlops marionae)
- 西氏深海青眼魚(Bathytyphlops sewelli)

## 擴展閱讀
維基物種上的相關：深海青眼鱼属